# Vít Vrtělka
Vít Vrtělka (21 ottobre 1982) è un calciatore ceco, centrocampista dell'Ústí nad Labem.